# Центренерго
Публічне акціонерне товариство «Центренерго» (ПФТС: CEEN; УБ: CEEN) —  українське підприємство електроенергетичної галузі.
Основними видами діяльності ПАТ «Центренерго» є виробництво електричної енергії, що постачається в оптовий ринок електричної енергії України та виробництво теплової енергії. У загальному обсязі виробництва електроенергії України частка компанії складає близько 8 %, в структурі теплової генерації —  близько 18 %. Відіграє істотну роль у підтримці та регулювання енергобалансу країни.
Основні споживачі продукції товариства:
- оптовий ринок електричної енергії України (ДП «Енергоринок»), якому продається 100 % виробленої електроенергії;
- населення, бюджетні установи та інші споживачі, яким відпускається теплова енергія.

## Історія
Публічне акціонерне товариство «Центренерго» (далі — «Товариство») було створено з Державної акціонерної енергогенеруючої компанії «Центренерго», відповідно до рішення Загальних зборів акціонерів від 23 липня 1998 року, створеної шляхом корпоратизації, відповідно до наказу Міністерства енергетики та електрифікації України від 31 серпня 1995 року № 174 та Указу Президента України від 04 квітня 1995 року № 282/95 «Про структурну перебудову в електроенергетичному комплексі України». Згідно з рішенням Загальних зборів акціонерів від 29 березня 2011 року Відкрите акціонерне товариство "Державна енергогенеруюча компанія «Центренерго» було перейменовано на Публічне акціонерне товариство «Центренерго».

## Організаційна структура
До складу Товариства входять три теплові електростанції: Трипільська ТЕС у Київській області, м. Українка, Зміївська ТЕС у Харківській області, смт. Слобожанське, Вуглегірська ТЕС у Донецькій області, м. Світлодарськ та відокремлений підрозділ «Ременерго», що розташований у м. Черкаси. Сумарна встановлена потужність виробничих активів — 7665 МВт, що дорівнює близько 14 % від загальної потужності електростанцій України.
На балансі ПАТ «Центренерго» знаходяться чотири дитячі дошкільні заклади, які в основному відвідують діти працівників компанії, один будинок культури, два спортивних комплекси та санаторії-профілакторії, в яких без відриву від виробництва відпочивають та підтримують здоров'я робітники Товариства, здоровпункти та відділи громадського харчування.
У вересні 2020 року «Центренерго» звинуватив ТОВ «ДТЕК Добропіллявугілля» у шантажі [Архівовано 18 вересня 2020 у Wayback Machine.]. 4 серпня 2020 року ТОВ «ДТЕК Добропіллявугілля» направив на ім'я голів профспілок вугільної галузі Донеччини заяву, у якій попереджає про можливість відновлення простою шахт, покладаючи всю відповідальність за ситуацію на ПАТ «Центренерго».

## Конкурентні переваги
Всі електростанції ПАТ «Центренерго» мають вигідне географічне розташування, що є запорукою постійного попиту на електроенергію. Електростанції розташовані в індустріально розвинутих регіонах України, які характеризується наявністю великої кількості енергоємних промислових підприємств.
Різні джерела сировини. Електростанції використовують вугілля різних марок. Так Вуглегірська ТЕС працює на вугіллі марки Г, основні поклади якого зосереджені Західному Донбасі та в Західній Україні. Основне паливо для Зміївської та Трипільської ТЕС — вугілля марки А, АШ (антрацит, антрацитовий штиб) та П (пісне).
Різні види блоків ТЕС Товариства за сировиною (газомазутні та пиловугільні) та за потужністю (200—800 МВт), що дозволяє раціонально та ефективно використовувати обладнання;
Трипільська ТЕС є найбільшим виробником електроенергії в центральній електроенергетичній системі (Київська, Черкаська, Чернігівська та Житомирська області).

## Господарська діяльність
Основним видом діяльності ПАТ «Центренерго» згідно статуту є виробництво електроенергії, розподіл і постачання електричної енергії за нерегульованим тарифом. Частка електроенергії в загальному обсязі товарної продукції в 2015 році складала 99,28 %.
Техніко-економічні показники роботи «Центренерго»
| Показники                                                            | Одиниці вимірювання | 2013   | 2014   | 2015  |
| Виробництво електроенергії                                           | млн.кВтг            | 13 824 | 12 514 | 8 422 |
| Відпуск електроенергії                                               | млн.кВтг            | 12 585 | 11 356 | 7 627 |
| Питомі витрати умовного палива                                       | г/кВтг              | 399,9  | 400,1  | 403,3 |
| Коефіцієнт використання встановленої потужності                      | %                   | 20,70  | 18,60  | 12,5  |
| Коефіцієнт використання встановленої потужності пиловугільних блоків | %                   | 34,3   | 30,0   | 20,4  |
| Структура палива                                                     |                     |        |        |       |
| Вугілля                                                              | %                   | 98,12  | 96,1   | 96,84 |
| Газ                                                                  | %                   | 1,78   | 3,7    | 2,86  |
| Мазут                                                                | %                   | 0,10   | 0,2    | 0,30  |

## Технічне переоснащення
На електростанціях компанії встановлено 23 енергоблоки потужністю від 175 до 800 МВт, з яких 18 блоків — вугільні, а 5 призначені для використання газомазутного палива.
Обладнання електростанцій компанії ПАТ «Центренерго» експлуатується в середньому 40-50 років і потребує реконструкції. У Товаристві розроблено проєкти з технічної реконструкції електростанцій, що входять до складу компанії.
Компанія має практичний досвід співпраці з провідними світовими компаніями. Так, на базі Зміївської ТЕС ПАТ «Центренерго» було здійснено проєкт реконструкції енергоблоку № 8, розроблений фірмою Siemens спільно з іншими німецькими фірмами. У фінансуванні проєкту брали участь провідні німецькі банки.
На енергоблоці № 2 Трипільської ТЕС вперше в Україні було реалізовано проєкт повномасштабної реконструкції з використанням потужностей українського машинобудівного комплексу, силами українських проєктантів, підрядників та фахівців Трипільської ТЕС. Результатом реконструкції стало збільшення потужності енергоблоку до 325МВт, зниження питомих витрат умовного палива до 344 г/кВтг, забезпечення спалювання вугілля без підсвічування на навантаженні 80-100 %, підвищення ККД та паропродуктивності котлоагрегату. В рамках реконструкції енергоблоку № 2 розпочато будівництво повномасштабної пілотної установки десульфурації димових газів за сучасною напівсухою технологією фірми «RAFAKO SA» (Республіка Польща).

## Статутний капітал
Статутний капітал Товариства становить 480 229 240,40 грн. та розподілений на 369 407 108 простих іменних акцій номінальною вартістю 1,30 грн. кожна.
До вересня 2014 року найбільшим акціонером Товариства була НАК «Енергетична компанія України», яка здійснювала управління пакетом акцій у розмірі 78,289 % акціонерного капіталу Товариства. Згідно з постановою Кабінету Міністрів України від 03 вересня 2014 року № 398 "Про ліквідацію Національної акціонерної компанії «Енергетична компанія України» державний пакет акцій Товариства, було передано у розпорядження Міністерства енергетики та вугільної промисловості України. У 2016 році відбулися зміни щодо власника пакету простих іменних акцій Товариства у кількості 289 205 117 штук, що складає 78,289 % статутного капіталу. Пакет акцій, який належить Державі Україна та знаходився в управлінні Міністерства енергетики та вугільної промисловості України був переданий до управління Фонду державного майна України. Інші юридичні та фізичні особи володіють 20,38 % та 1,33 % акцій відповідно.

## Керівництво
В лютому 2021 року, в.о. генерального директора було призначено Юрія Власенко.
14 серпня 2023 року відбулося засідання нового складу Наглядової ради ПАТ «Центренерго», в ході якого було ухвалено рішення про зміну керівника компанії з 15 серпня 2023 року. За пропозицією основного акціонера, а саме Фонду державного майна України, новим директором призначено Чуркіна Андрія Олександровича, колишнього керівника ПрАТ «Харківенергозбут». 

## Судові справи
"Енергоатом-Трейдинг", що є підрозділом державної компанії "НАЕК "Енергоатом", вимагає стягнення заборгованості у розмірі 1,07 млрд грн від ПАТ "Центренерго" за невідпущену електричну енергію відповідно до договору купівлі-продажу електроенергії, підписаного 16 лютого 2022 року. За матеріалами судової справи, "Енергоатом" вимагає стягнути 706,97 млн грн основного боргу, 123,32 млн грн відсотків річних, 60,06 млн грн пені та 177,76 млн грн інфляційних втрат відповідача за невиконання договору з постачання електроенергії після відмови у її відпуску.

## Російсько-українська війна
25 липня 2022 року війська РФ окупували Вуглегірську ТЕС на Донеччині.
22 березня 2024 року знищено усі блоки Зміївської ТЕС.

11 квітня 2024 року Трипільську ТЕС знищила РФ комбінованим ударом безпілотників та ракет.